# Wettertafel
Eine Wettertafel ist ein Hinweisschild, das im Untertagebergbau zur optischen Darstellung der Wetterdaten des entsprechenden Grubenbaus dient. Die einzelnen Wettertafeln werden an den vorgeschriebenen Wettermeßstellen, dies sind besonders markierte Punkte für die Wettermessungen im Grubengebäude, aufgehängt. Die Wettertafel stellt den Stammbaum der Wetter dar und ist für den Wettersteiger ein Hilfsmittel  bei der Regulierung der Bewetterung.

## Typen

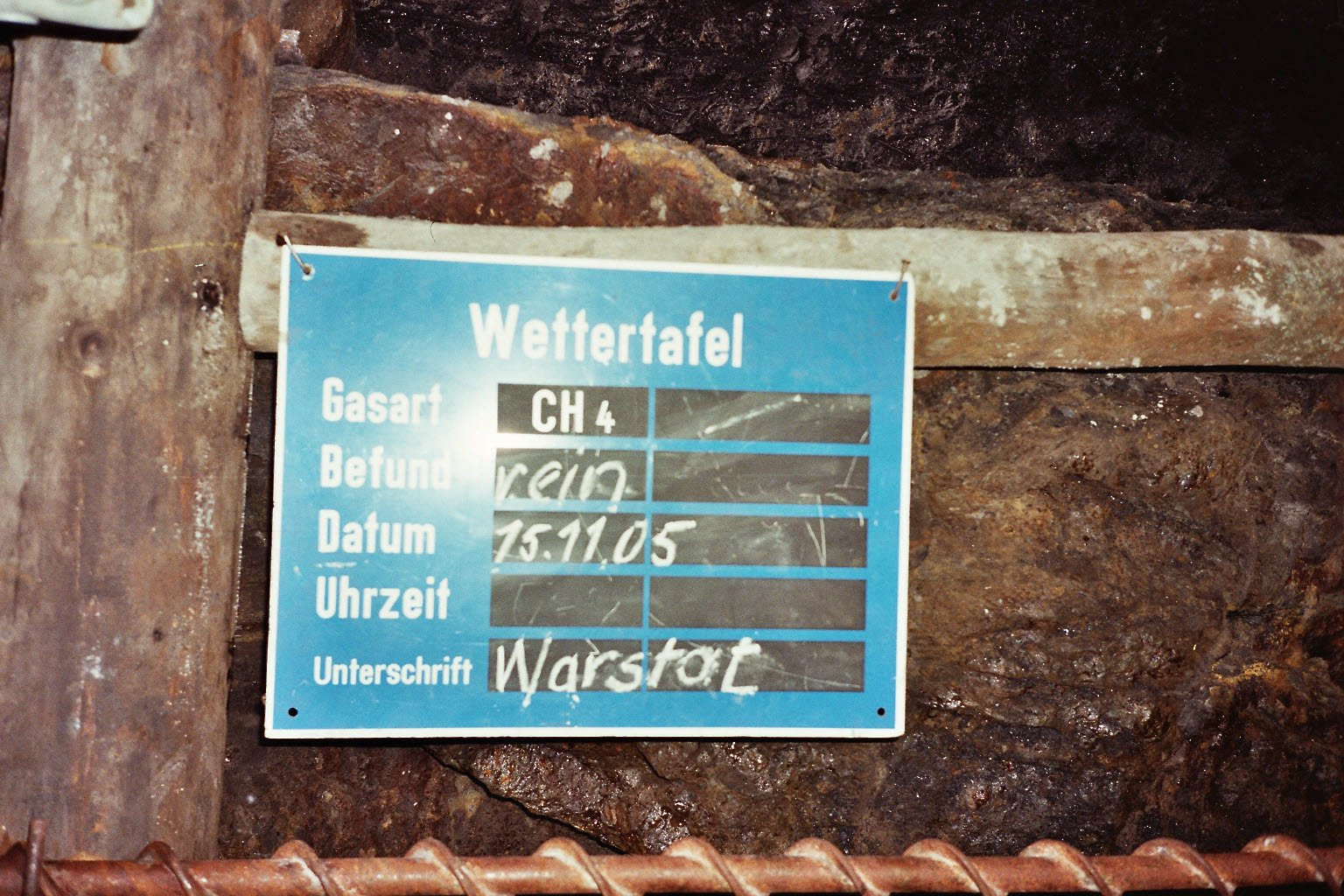
Blaue Wettertafel

Es gibt zwei unterschiedliche Typen von Wettertafeln, blaue und gelbe Wettertafeln. Die blauen Wettertafeln sind für alle Grubenbaue, die mit Bergleuten belegt sind, berggesetzlich vorgeschrieben. Auf der Tafel befinden sich zwei Felder, in die Wettermessungen von zwei aufeinander folgenden Tagen eingetragen werden. In die Felder werden die jeweilig gemessenen Werte mit „rein“ (< 1 % CH4) oder „unrein“ (> 1 % CH4) eingetragen. Die jeweiligen Messungen werden entweder von einem Wettermann oder der zuständigen Aufsichtsperson getätigt und auf der Wettertafel mit Unterschrift bestätigt. Die gelben Wettertafeln dienen zur Eintragung von Bewetterungsdaten, wie z. B. Volumenstrom, Trocken- und Feuchttemperatur, Wettergeschwindigkeit und dem Querschnitt der Messstelle. Diese Messungen werden nur von einem Wettersteiger getätigt und auf der Tafel eingetragen und unterschrieben. Die Gelbe Wettertafel wird auch Wettermessstellentafel genannt.